# Brníčko
Brníčko är en ort i Tjeckien.   Den ligger i regionen Olomouc, i den östra delen av landet, 180 km öster om huvudstaden Prag. Brníčko ligger 301 meter över havet och antalet invånare är 606.
Terrängen runt Brníčko är lite kuperad.Runt Brníčko är det ganska tätbefolkat, med 83 invånare per kvadratkilometer. Närmaste större samhälle är Šumperk, 7,8 km norr om Brníčko. Omgivningarna runt Brníčko är en mosaik av jordbruksmark och naturlig växtlighet.